# Lulunga
Lulunga è un distretto delle Tonga della divisione di Haʻapai con 660 abitanti (censimento 2021).
L'arcipelago è composto da 17 isole, di cui solo 5 abitate: Ha'afeva, Matuku, Kotu, 'O'ua e Tungua. Le isole si trovano a sud-ovest dell'arcipelago Haʻapai.

## Località
Di seguito l'elenco dei villaggi del distretto:
- Ha'afeva - 192 abitanti
- Tungua - 117 abitanti
- Fotuha'a - 76 abitanti
- 'O'ua - 45 abitanti
- Matuku - 84 abitanti
- Kotu - 146 abitanti

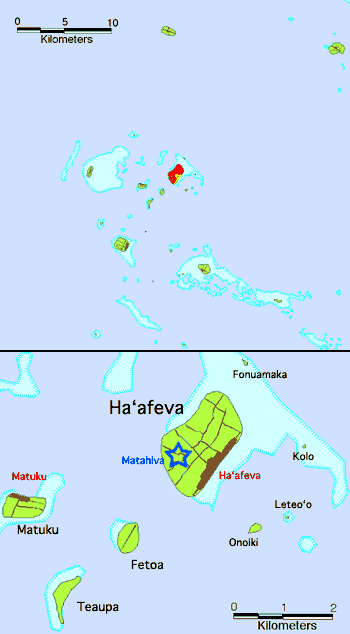
Mappa di Lulunfa e dell'isola Haʻafeva.